# Diocesi di Attuda
La diocesi di Attuda (in latino: Dioecesis Attudensis) è una sede soppressa e sede titolare della Chiesa cattolica.

## Storia
Attuda, identificabile con le rovine nei pressi di Hao-Kög nell'odierna Turchia, è un'antica sede episcopale della provincia romana della Frigia Pacaziana nella diocesi civile di Asia. Faceva parte del patriarcato di Costantinopoli ed inizialmente era suffraganea dell'arcidiocesi di Laodicea; nel 553, con la divisione della Frigia Pacaziana, Attuda entrò a far parte della provincia ecclesiastica dell'arcidiocesi di Gerapoli.
La diocesi è documentata nelle Notitiae Episcopatuum del patriarcato di Costantinopoli fino al XII secolo.
Sono cinque i vescovi noti di questa sede. Ermolao sottoscrisse la lettera che un gruppo di vescovi scrisse il 21 giugno 431 a Cirillo d'Alessandria per protestare contro la convocazione del concilio di Efeso senza attendere l'arrivo dei vescovi orientali; lo stesso vescovo prese probabilmente parte al concilio di Efeso del luglio successivo, sottoscrivendo la condanna di Nestorio, benché il suo nome non appaia nelle liste di presenza al concilio.
Simmaco sottoscrisse la condanna di Flaviano di Costantinopoli e di Eusebio di Dorileo al concilio di Efeso del 449, benché il suo nome non appaia nelle liste di presenza alla prima seduta del concilio. Lo stesso Simmaco non prese parte al concilio di Calcedonia nel 451 e alcuni atti sinodali furono firmati al suo posto dal metropolita Nunechio di Laodicea.
Stefano era presente al concilio detto del Trullo nel 692. Infine Niceta e Arsenio presero parte al concilio di Costantinopoli dell'879-880 che riabilitò il patriarca Fozio di Costantinopoli; questi due vescovi erano stati ordinati dai due patriarchi in competizione, Ignazio e lo stesso Fozio.
Dal XIX secolo Attuda è annoverata tra le sedi vescovili titolari della Chiesa cattolica; la sede è vacante dal 22 giugno 1964.

## Cronotassi

### Vescovi greci
- Ermolao † (menzionato nel 431)
- Simmaco † (prima del 449 - dopo il 451)
- Stefano † (menzionato nel 692)
- Niceta † (menzionato nell'879)
- Arsenio † (menzionato nell'879)

### Vescovi titolari
- Máximo Fernández, O.P. † (16 febbraio 1898 - 12 agosto 1924 deceduto)
- Aloysius Chen Guo-di (Tchen Chao-t'ien), O.F.M. † (14 luglio 1926 - 9 marzo 1930 deceduto)
- Pierre-Henri-Noël Gubbels, O.F.M. † (25 marzo 1930 - 11 aprile 1946 nominato vescovo di Yichang)
- Johannes Baptist Lück, S.C.I. † (13 marzo 1947 - 11 gennaio 1951 nominato vescovo di Aliwal)
- Guillermo Escobar Vélez † (7 marzo 1952 - 1º aprile 1955 nominato vescovo di Antioquía)
- Antônio Ferreira de Macedo, C.SS.R. † (20 aprile 1955 - 22 giugno 1964 nominato arcivescovo coadiutore di Aparecida e arcivescovo titolare di Gangra)